# راندولف روز
راندولف روز (بالإنجليزية: Randolph Arthur John Scott Rose)‏ هو فلاح نيوزلندي، ولد في 1901 في ويلينغتون في نيوزيلندا، وتوفي في 1989.